# خنجریان
خَنجَریان (Agavaceae) تیره‌ای از گیاهان هستند.
این تیره دربرگیرندهٔ ۵۵۰ تا ۶۰۰ گونه و در حدود ۱۸ سرده (جنس) است که در سراسر مناطق گرمسیری، نیمه‌گرمسیری و معتدل گرم می‌روید.
خنجری، زنگوله‌ای و خنجردرخت از انواع بیابانی خنجریان هستند.